# هوارد أندرو نوكس
هوارد أندرو نوكس (بالإنجليزية: Howard Andrew Knox)‏ هو طبيب أمريكي، ولد في 7 مارس 1885 في روميو في الولايات المتحدة، وتوفي في 27 يوليو 1949 في نورث هامبتون في الولايات المتحدة.